# 维埃耶维
维埃耶维（法語：Vieillevie，法語發音：[vjɛjvi]）是法国康塔尔省的一个市镇，属于欧里亚克区。

## 地理
维埃耶维（44°38'42"N, 2°25'3"E）面积9.65 平方千米，位于法国奥弗涅-罗讷-阿尔卑斯大区康塔爾省，该省份为法国中南部省份，位于法國中央高原中心，北起科雷兹省、上盧瓦爾省和多姆山省，西接洛特省和科雷兹省，南至阿韦龙省和洛特省，东临上盧瓦爾省和洛泽尔省。
与维埃耶维接壤的市镇（或旧市镇、城区）包括：勒费勒、塞内尔格、卡萨尼尤兹、瑞纳克、蒙萨尔维、鲁埃格地区孔克。

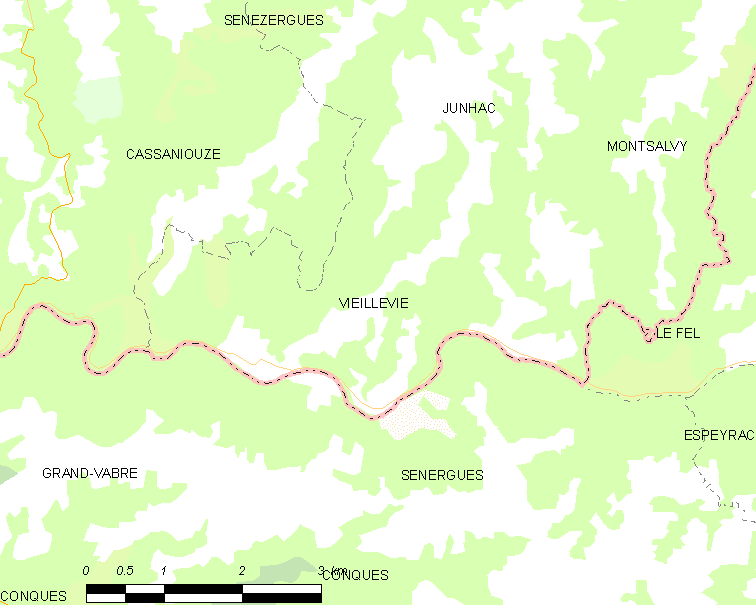
维埃耶维的OSM定位图

维埃耶维的时区为UTC+01:00、UTC+02:00（夏令时）。

## 行政
维埃耶维的邮政编码为15120，INSEE市镇编码为15260。

## 政治
维埃耶维所属的省级选区为塞尔河畔阿尔帕容县。

## 人口

1962-2008年间维埃耶维人口变化图示

维埃耶维于2022年1月1日时的人口数量为104人。